# سانت لويس بلوز
سانت لويس بلوز (بالإنجليزية: St. Louis Blues) هو فريق هوكي جليد أمريكي محترف يلعب في الشعبة الوسطى من القسم الغربي في دوري الهوكي الوطني (NHL).